# 黑辉尾蜂鸟
黑辉尾蜂鸟（学名：Metallura phoebe），是雨燕目蜂鸟科的一种鸟类。
黑辉尾蜂鸟体重约5.4克，翼长约70.6毫米，嘴峰长约21.7毫米，喙宽度约2.2毫米，喙厚度约1.9毫米，跗蹠长约6.9毫米，尾长约49.4毫米。黑辉尾蜂鸟在其分布区内为留鸟，其栖息在半开放的灌木丛中，食性为草食性，主要食物来源是植物的花蜜。
黑辉尾蜂鸟分布于秘鲁北部卡哈马卡省至智利极北部的安第斯山脉地区。该物种是单型物种，没有亚种分化。